# Мокино (Удмуртия)
Мо́кино — деревня в Верх-Люкинском сельском поселении Балезинского района Удмуртии.

## География
У деревни берёт начало река Люк, правый приток реки Чепца..

## Население
| 1961 | 2008 | 2010 | 2011 | 2012 | 2014 |
| ---- | ---- | ---- | ---- | ---- | ---- |
| 26   | ↘0   | →0   | →0   | →0   | →0   |

Несмотря на нулевое постоянное население, деревня на октябрь 2011 года является населённым пунктом.

## Инфраструктура
В деревне имеются одна улица — Дачная.